# Llista de ministres de Foment d'Espanya
Aquesta és la llista dels ministres de Foment d'Espanya, en qualsevol de les seves denominacions històriques (Obres Públiques, Urbanisme, Comunicacions, etc) des del regnat de Ferran VII fins a l'actualitat.
| Període                                                                | Inici                  | Fi                                         | Nom                                               | Partit      | Imatge |
| ---------------------------------------------------------------------- | ---------------------- | ------------------------------------------ | ------------------------------------------------- | ----------- | ------ |
| Regnat de Ferran VII (1814-1833)                                       |                        |                                            |                                                   |             |        |
| 28 de desembre de 1832                                                 | 21 d'octubre de 1833   | Narciso Heredia y Begines de los Ríos (14) |                                                   |             |        |
| Regència de Maria Cristina de Borbó-Dues Sicílies (1833-1840)          |                        |                                            |                                                   |             |        |
| 21 d'octubre de 1833                                                   | 17 d'abril de 1834     | Javier de Burgos (11)                      |                                                   |             |        |
| 17 d'abril de 1833                                                     | 17 de febrer de 1835   | José María Moscoso de Altamira (11)        |                                                   |             |        |
| 17 de febrer de 1833                                                   | 13 de juny de 1835     | Diego Medrano y Treviño (Interí)(11)       |                                                   |             |        |
| 13 de juny de 1835                                                     | 28 d'agost de 1835     | Juan Álvarez Guerra (13)                   |                                                   |             |        |
| 28 d'agost de 1835                                                     | 14 de setembre de 1835 | Manuel de la Rivaherrera y Vivanco (13)    |                                                   |             |        |
| 14 de setembre de 1835                                                 | 27 de setembre de 1835 | Ramón Gil de la Cuadra (13)                |                                                   |             |        |
| 27 de setembre de 1835                                                 | 15 de maig de 1836     | Martín de los Heros (13)                   |                                                   |             |        |
| Regnat de Isabel II (1843-1868)                                        |                        |                                            |                                                   |             |        |
| 28 de gener de 1847                                                    | 28 de març de 1847     | Mariano Roca de Togores y Carrasco (12)    |                                                   |             |        |
| 28 de març de 1847                                                     | 31 d'agost de 1847     | Nicomedes Pastor Díaz (12)                 |                                                   |             |        |
| 31 d'agost de 1847                                                     | 3 de novembre de 1847  | Antonio Ros de Olano (12)                  |                                                   |             |        |
| 10 de novembre de 1847                                                 | 31 d'agost de 1848     | Juan Bravo Murillo (12)                    |                                                   |             |        |
| 31 d'agost de 1848                                                     | 29 de novembre de 1850 | Manuel Seijas Lozano (12)                  |                                                   |             |        |
| 29 de novembre de 1850                                                 | 14 de gener de 1851    | Saturnino Calderón Collantes (12)          |                                                   |             |        |
| 14 de gener de 1851                                                    | 5 d'abril de 1851      | Santiago Fernández Negrete (12)            |                                                   |             |        |
| 5 d'abril de 1851                                                      | 20 d'octubre de 1851   | Fermín Arteta (12)                         |                                                   |             |        |
| 20 d'octubre de 1851                                                   | 15 de novembre de 1852 | Mariano Miguel de Reynoso (12)(9)          |                                                   |             |        |
| 15 de novembre de 1852                                                 | 14 de desembre de 1852 | Manuel Bertrán de Lis y Ribes (Interí)(9)  |                                                   |             |        |
| 14 de desembre de 1852                                                 | 19 de febrer de 1853   | Rafael Arístegui y Vélez (Interí)(9)       |                                                   |             |        |
| 19 de febrer de 1853                                                   | 14 d'abril de 1853     | Antonio Benavides (Interí)(9)              |                                                   |             |        |
| 14 d'abril de 1853                                                     | 21 de juny de 1853     | Pablo Govantes (Interí)(9)                 |                                                   |             |        |
| 21 de juny de 1853                                                     | 1 d'agost de 1853      | Claudio Moyano (9)                         |                                                   |             |        |
| 1 d'agost de 1853                                                      | 18 de juliol de 1853   | Agustín Esteban Collantes (9)              |                                                   |             |        |
| 18 de juliol de 1854                                                   | 30 de juliol de 1854   | Miguel de Roda (9)                         |                                                   |             |        |
| 30 de juliol de 1854                                                   | 6 de juny de 1855      | Francisco de Luján Miguel Romero (9)       |                                                   |             |        |
| 6 de juny de 1855                                                      | 15 de gener de 1856    | Manuel Alonso Martínez (9)                 |                                                   |             |        |
| 15 de gener de 1856                                                    | 14 de juliol de 1856   | Francisco de Luján Miguel Romero (9)       |                                                   |             |        |
| 14 de juliol de 1856                                                   | 12 d'octubre de 1854   | José Manuel Collado y Parada (9)           |                                                   |             |        |
| 12 d'octubre de 1856                                                   | 15 d'octubre de 1857   | Claudio Moyano (9)                         |                                                   |             |        |
| 15 d'octubre de 1857                                                   | 14 de gener de 1858    | Pedro Salaverría (9)                       |                                                   |             |        |
| 15 de gener de 1858                                                    | 30 de juny de 1858     | Joaquín Ignacio Mencos (9)                 |                                                   |             |        |
| 30 de juny de 1856                                                     | 21 de novembre de 1861 | Rafael de Bustos y Castilla-Portugal (9)   |                                                   |             |        |
| 21 de novembre de 1861                                                 | 18 de febrer de 1862   | José Posada Herrera (Interí)(9)            |                                                   |             |        |
| 18 de febrer de 1862                                                   | 17 de gener de 1863    | Antonio Aguilar y Correa (9)               |                                                   |             |        |
| 17 de gener de 1863                                                    | 2 de març de 1863      | Francisco de Luján Miguel Romero (9)       |                                                   |             |        |
| 3 de març de 1863                                                      | 4 d'agost de 1863      | Manuel Moreno López (9)                    |                                                   |             |        |
| 4 d'agost de 1863                                                      | 17 de gener de 1864    | Manuel Alonso Martínez (9)                 |                                                   |             |        |
| 17 de gener de 1864                                                    | 1 de març de 1864      | Claudio Moyano (9)                         |                                                   |             |        |
| 1 de març de 1864                                                      | 16 de setembre de 1864 | Augusto Ulloa (9)                          |                                                   |             |        |
| 16 de setembre de 1864                                                 | 16 d'abril de 1865     | Antonio Alcalá Galiano (9)                 |                                                   |             |        |
| 16 d'abril de 1865                                                     | 21 de juny de 1865     | Manuel Orovio Echagüe (9)                  |                                                   |             |        |
| 21 de juny de 1865                                                     | 10 de juliol de 1866   | Antonio Aguilar y Correa (9)               |                                                   |             |        |
| 10 de juliol de 1866                                                   | 23 d'abril de 1868     | Manuel Orovio Echagüe (9)                  |                                                   |             |        |
| 23 d'abril de 1866                                                     | 20 de setembre de 1868 | Severo Catalina del Amo (9)                |                                                   |             |        |
| Junta Revolucionaria Interina (1868)                                   |                        |                                            |                                                   |             |        |
| 8 d'octubre de 1868                                                    | 13 de juliol de 1869   | Manuel Ruiz Zorrilla (9)                   |                                                   |             |        |
| 13 de juliol de 1869                                                   | 4 de gener de 1871     | José de Echegaray (9)                      |                                                   |             |        |
| Regnat d Amadeu I (1871-1873)                                          |                        |                                            |                                                   |             |        |
| 4 de gener de 1871                                                     | 24 de juliol de 1871   | Manuel Ruiz Zorrilla (9)                   |                                                   |             |        |
| 24 de juliol de 1871                                                   | 5 d'octubre de 1871    | Santiago Diego Madrazo (9)                 |                                                   |             |        |
| 5 d'octubre de 1871                                                    | 21 de desembre de 1871 | Telesforo Montejo Robledo (9)              |                                                   |             |        |
| 21 de desembre de 1871                                                 | 20 de febrer de 1872   | Alejandro Groizard (9)                     |                                                   |             |        |
| 20 de febrer de 1872                                                   | 26 de maig de 1872     | Francisco Romero Robledo (9)               |                                                   |             |        |
| 26 de maig de 1872                                                     | 13 de juny de 1872     | Víctor Balaguer (9)                        |                                                   |             |        |
| 13 de juny de 1872                                                     | 19 de desembre de 1872 | José de Echegaray (9)                      |                                                   |             |        |
| 19 de desembre de 1872                                                 | 12 de febrer de 1873   | Manuel Becerra Bermúdez (9)                |                                                   |             |        |
| Primera República. Presidència d' Estanislau Figueras (1873)           |                        |                                            |                                                   |             |        |
| 12 de febrer de 1873                                                   | 24 de febrer de 1873   | Manuel Becerra Bermúdez (9)                |                                                   |             |        |
| 24 de febrer de 1873                                                   | 11 de juny de 1873     | Eduardo Chao Fernández (9)                 |                                                   |             |        |
| Primera República. Presidència de Francesc Pi i Margall (1873)         |                        |                                            |                                                   |             |        |
| 11 de juny de 1873                                                     | 28 de juny de 1873     | Eduardo Benot Rodríguez (9)                |                                                   |             |        |
| 28 de juny de 1873                                                     | 18 de juliol de 1873   | Ramón Pérez Costales (9)                   |                                                   |             |        |
| Primera República. Presidència de Nicolás Salmerón (1873)              |                        |                                            |                                                   |             |        |
| 19 de juliol de 1873                                                   | 4 de setembre de 1873  | José Fernando González Sánchez (9)         |                                                   |             |        |
| Primera República. Presidència d' Emilio Castelar (1873-1874)          |                        |                                            |                                                   |             |        |
| 4 de setembre de 1873                                                  | 3 de gener de 1874     | Joaquín Gil Bergés (9)                     |                                                   |             |        |
| Primera República. Presidència de Francisco Serrano y Domínguez (1873) |                        |                                            |                                                   |             |        |
| 4 de gener de 1874                                                     | 13 de maig de 1874     | Tomás Mosquera (9)                         |                                                   |             |        |
| 13 de maig de 1874                                                     | 3 de setembre de 1874  | Eduardo Alonso Colmenares (9)              |                                                   |             |        |
| 3 de setembre de 1874                                                  | 31 de desembre de 1874 | Carlos Navarro Rodrigo (9)                 |                                                   |             |        |
| Regnat d' Alfons XII (1874-1885)                                       | 31 de desembre de 1874 | 12 de setembre de 1875                     | Manuel Orovio Echagüe (9)                         |             |        |
| Regnat d' Alfons XII (1874-1885)                                       | 12 de setembre de 1875 | 2 de desembre de 1875                      | Cristóbal Martín de Herrera (9)                   |             |        |
| Regnat d' Alfons XII (1874-1885)                                       | 2 de desembre de 1875  | 9 de desembre de 1879                      | Francisco de Borja Queipo de Llano (9)            |             |        |
| Regnat d' Alfons XII (1874-1885)                                       | 9 de desembre de 1879  | 8 de febrer de 1881                        | Fermín Lasala y Collado (9)                       |             |        |
| Regnat d' Alfons XII (1874-1885)                                       | 8 de febrer de 1881    | 9 de gener de 1883                         | José Luis Albareda y Sezde (9)                    |             |        |
| Regnat d' Alfons XII (1874-1885)                                       | 9 de gener de 1883     | 13 d'octubre de 1883                       | Germán Gamazo Calvo (9)                           |             |        |
| Regnat d' Alfons XII (1874-1885)                                       | 13 d'octubre de 1883   | 18 de gener de 1884                        | Ángel Carvajal y Fernández de Córdoba (9)         |             |        |
| Regnat d' Alfons XII (1874-1885)                                       | 18 de gener de 1884    | 27 de novembre de 1885                     | Alejandro Pidal y Mon (9)                         |             |        |
| Regència de Maria Cristina (1885-1902)                                 | 27 de desembre de 1885 | 9 d'octubre de 1886                        | Eugenio Montero Ríos (9)                          | Liberal     |        |
| Regència de Maria Cristina (1885-1902)                                 | 9 d'octubre de 1886    | 12 de juny de 1888                         | Carlos Navarro Rodrigo (9)                        | Liberal     |        |
| Regència de Maria Cristina (1885-1902)                                 | 12 de juny de 1888     | 30 de novembre de 1888                     | José Canalejas Méndez (9)                         | Liberal     |        |
| Regència de Maria Cristina (1885-1902)                                 | 30 de novembre de 1888 | 21 de gener de 1890                        | José Álvarez de Toledo y Acuña (9)                | Conservador |        |
| Regència de Maria Cristina (1885-1902)                                 | 21 de gener de 1890    | 5 de juliol de 1890                        | Cristóbal Colón de la Cerda (9)                   |             |        |
| Regència de Maria Cristina (1885-1902)                                 | 5 de juliol de 1890    | 23 de novembre de 1891                     | Santos Isasa y Valseca (9)                        |             |        |
| Regència de Maria Cristina (1885-1902)                                 | 23 de novembre de 1891 | 11 de desembre de 1892                     | Aureliano Linares Rivas (9)                       |             |        |
| Regència de Maria Cristina (1885-1902)                                 | 11 de desembre de 1892 | 12 de març de 1894                         | Segismundo Moret Prendergast (9)                  | Liberal     |        |
| Regència de Maria Cristina (1885-1902)                                 | 12 de març de 1894     | 4 de novembre de 1894                      | Alejandro Groizard y Gómez de la Serna (9)        |             |        |
| Regència de Maria Cristina (1885-1902)                                 | 4 de novembre de 1894  | 23 de gener de 1895                        | Joaquín López Puigcerver (9)                      |             |        |
| Regència de Maria Cristina (1885-1902)                                 | 23 de gener de 1895    | 14 de desembre de 1895                     | Alberto Bosch y Fustegueras (9)                   |             |        |
| Regència de Maria Cristina (1885-1902)                                 | 14 de desembre de 1895 | 4 d'octubre de 1897                        | Aureliano Linares Rivas (9)                       |             |        |
| Regència de Maria Cristina (1885-1902)                                 | 4 d'octubre de 1897    | 18 de maig de 1898                         | José Álvarez de Toledo y Acuña (9)                | Conservador |        |
| Regència de Maria Cristina (1885-1902)                                 | 18 de maig de 1898     | 22 d'octubre de 1898                       | Germán Gamazo Calvo (9)                           |             |        |
| Regència de Maria Cristina (1885-1902)                                 | 22 d'octubre de 1898   | 10 de febrer de 1899                       | Práxedes Mateo Sagasta (Interí) (9)               |             |        |
| Regència de Maria Cristina (1885-1902)                                 | 10 de febrer de 1899   | 4 de març de 1899                          | Vicente Romero Girón (9)                          |             |        |
| Regència de Maria Cristina (1885-1902)                                 | 4 de març de 1899      | 18 d'abril de 1900                         | Alejandro Pidal y Mon (10)                        |             |        |
| Regència de Maria Cristina (1885-1902)                                 | 18 d'abril de 1900     | 23 d'octubre de 1900                       | Rafael Gasset Chinchilla (10)                     | Conservador |        |
| Regència de Maria Cristina (1885-1902)                                 | 23 d'octubre de 1900   | 6 de març de 1901                          | Joaquín Sánchez de Toca Calvo (10)                |             |        |
| Regència de Maria Cristina (1885-1902)                                 | 6 de març de 1901      | 19 de març de 1902                         | Miguel Villanueva y Gómez (10)                    | Liberal     |        |
| Regència de Maria Cristina (1885-1902)                                 | 19 de març de 1902     | 17 de maig de 1902                         | José Canalejas y Méndez (10)                      | Liberal     |        |
| Regnat d' Alfons XIII (1902-1923)                                      | 17 de maig de 1902     | 31 de maig de 1902                         | José Canalejas y Méndez (10)                      | Liberal     |        |
| Regnat d' Alfons XIII (1902-1923)                                      | 31 de maig de 1902     | 15 de novembre de 1902                     | Félix Suárez Inclán (10)                          | Liberal     |        |
| Regnat d' Alfons XIII (1902-1923)                                      | 15 de novembre de 1902 | 6 de desembre de 1902                      | Amós Salvador Rodrigáñez (10)                     |             |        |
| Regnat d' Alfons XIII (1902-1923)                                      | 6 de desembre de 1902  | 20 de juliol de 1903                       | Francisco Javier González de Castejón y Elío (10) | Conservador |        |
| Regnat d' Alfons XIII (1902-1923)                                      | 20 de juliol de 1903   | 15 de desembre de 1903                     | Rafael Gasset Chinchilla (10)                     | Conservador |        |
| Regnat d' Alfons XIII (1902-1923)                                      | 15 de desembre de 1903 | 16 de desembre de 1904                     | Manuel Allendesalazar Muñoz (10)                  |             |        |
| Regnat d' Alfons XIII (1902-1923)                                      | 16 de desembre de 1904 | 27 de gener de 1905                        | José de Cárdenas Uriarte (10)                     | Conservador |        |
| Regnat d' Alfons XIII (1902-1923)                                      | 27 de gener de 1905    | 23 de juny de 1905                         | Francisco Javier González de Castejón y Elío (10) | Conservador |        |
| Regnat d' Alfons XIII (1902-1923)                                      | 23 de juny de 1905     | 1 de desembre de 1905                      | Álvaro de Figueroa y Torres (10)                  | Liberal     |        |
| Regnat d' Alfons XIII (1902-1923)                                      | 1 de desembre de 1905  | 4 de desembre de 1906                      | Rafael Gasset Chinchilla (9)                      | Liberal     |        |
| Regnat d' Alfons XIII (1902-1923)                                      | 4 de desembre de 1906  | 25 de gener de 1907                        | Francisco de Federico y Martínez (9)              | Liberal     |        |
| Regnat d' Alfons XIII (1902-1923)                                      | 25 de gener de 1907    | 21 d'octubre de 1909                       | Augusto González Besada Mein (9)                  |             |        |
| Regnat d' Alfons XIII (1902-1923)                                      | 21 d'octubre de 1909   | 9 de febrer de 1910                        | Rafael Gasset Chinchilla (9)                      | Liberal     |        |
| Regnat d' Alfons XIII (1902-1923)                                      | 9 de febrer de 1910    | 2 de gener de 1911                         | Fermín Calbetón y Blanchón (9)                    | Liberal     |        |
| Regnat d' Alfons XIII (1902-1923)                                      | 2 de gener de 1911     | 12 de març de 1912                         | Rafael Gasset Chinchilla (9)                      | Liberal     |        |
| Regnat d' Alfons XIII (1902-1923)                                      | 12 de març de 1912     | 24 de maig de 1913                         | Miguel Villanueva y Gómez (9)                     | Liberal     |        |
| Regnat d' Alfons XIII (1902-1923)                                      | 24 de maig de 1913     | 27 d'octubre de 1913                       | Rafael Gasset Chinchilla (9)                      | Liberal     |        |
| Regnat d' Alfons XIII (1902-1923)                                      | 27 d'octubre de 1913   | 25 d'octubre de 1915                       | Francisco Javier Ugarte Pagés (9)                 | Conservador |        |
| Regnat d' Alfons XIII (1902-1923)                                      | 25 d'octubre de 1915   | 9 de desembre de 1915                      | Luis Espada Guntín (9)                            |             |        |
| Regnat d' Alfons XIII (1902-1923)                                      | 9 de desembre de 1915  | 30 d'abril de 1916                         | Amós Salvador Rodrigáñez (9)                      |             |        |
| Regnat d' Alfons XIII (1902-1923)                                      | 30 d'abril de 1916     | 20 d'abril de 1917                         | Rafael Gasset Chinchilla (9)                      | Liberal     |        |
| Regnat d' Alfons XIII (1902-1923)                                      | 20 d'abril de 1917     | 11 de juny de 1917                         | Martín Rosales Martel (9)                         | Liberal     |        |
| Regnat d' Alfons XIII (1902-1923)                                      | 11 de juny de 1917     | 1 de novembre de 1917                      | Luis Marichalar y Monreal (9)                     | Conservador |        |
| Regnat d' Alfons XIII (1902-1923)                                      | 1 de novembre de 1917  | 21 de març de 1918                         | Niceto Alcalá-Zamora y Torres (9)                 |             |        |
| Regnat d' Alfons XIII (1902-1923)                                      | 21 de març de 1918     | 9 de novembre de 1918                      | Francesc Cambó i Batlle (9)                       | Lliga       |        |
| Regnat d' Alfons XIII (1902-1923)                                      | 9 de novembre de 1918  | 5 de desembre de 1918                      | Manuel García Prieto (9)                          |             |        |
| Regnat d' Alfons XIII (1902-1923)                                      | 5 de desembre de 1918  | 15 d'abril de 1919                         | José Gómez Acebo (9)                              | Liberal     |        |
| Regnat d' Alfons XIII (1902-1923)                                      | 15 d'abril de 1919     | 19 de juliol de 1919                       | Ángel Ossorio y Gallardo (9)                      | Conservador |        |
| Regnat d' Alfons XIII (1902-1923)                                      | 19 de juliol de 1919   | 12 de desembre de 1919                     | Abilio Calderón Rojo (9)                          | Conservador |        |
| Regnat d' Alfons XIII (1902-1923)                                      | 12 de desembre de 1919 | 14 de febrer de 1920                       | Amalio Gimeno y Cabañas (9)                       |             |        |
| Regnat d' Alfons XIII (1902-1923)                                      | 14 de febrer de 1920   | 17 de febrer de 1920                       | Manuel Allendesalazar Muñoz (9)                   |             |        |
| Regnat d' Alfons XIII (1902-1923)                                      | 17 de febrer de 1920   | 1 de setembre de 1920                      | Emilio Ortuño Berte (9)                           | Conservador |        |
| Regnat d' Alfons XIII (1902-1923)                                      | 1 de setembre de 1920  | 12 de març de 1921                         | Luis Espada Guntín (9)                            |             |        |
| Regnat d' Alfons XIII (1902-1923)                                      | 12 de març de 1921     | 13 d'agost de 1921                         | Juan de la Cierva y Peñafiel (9)                  | Conservador |        |
| Regnat d' Alfons XIII (1902-1923)                                      | 13 d'agost de 1921     | 8 de març de 1922                          | José Maestre Pérez (9)                            | Conservador |        |
| Regnat d' Alfons XIII (1902-1923)                                      | 8 de març de 1922      | 4 de desembre de 1922                      | Manuel de Argüelles y Argüelles (9)               | Conservador |        |
| Regnat d' Alfons XIII (1902-1923)                                      | 4 de desembre de 1922  | 7 de desembre de 1922                      | Luis Rodríguez de Viguri (9)                      | Conservador |        |
| Regnat d' Alfons XIII (1902-1923)                                      | 7 de desembre de 1922  | 3 de setembre de 1923                      | Rafael Gasset Chinchilla (9)                      | Liberal     |        |
| Regnat d' Alfons XIII (1902-1923)                                      | 3 de setembre de 1923  | 15 de setembre de 1923                     | Manuel Portela Valladares (9)                     |             |        |
| Dictadura de Primo de Rivera (1923-1931)                               | 3 de desembre de 1925  | 28 de gener de 1930                        | Rafael Benjumea y Burín (9)                       |             |        |
| Dictadura de Primo de Rivera (1923-1931)                               | 28 de gener de 1930    | 25 de novembre de 1930                     | Leopoldo Matos y Massieu (9)                      |             |        |
| Dictadura de Primo de Rivera (1923-1931)                               | 25 de novembre de 1930 | 14 de febrer de 1931                       | José Estrada y Estrada (9)                        |             |        |
| Dictadura de Primo de Rivera (1923-1931)                               | 14 de febrer de 1931   | 14 d'abril de 1931                         | Juan de la Cierva y Peñafiel (9)                  | Conservador |        |
| II República (1931-1939)                                               | 14 d'abril de 1931     | 16 de desembre de 1931                     | Álvaro de Albornoz Liminiana (9)                  | PRS         |        |
| II República (1931-1939)                                               | 14 d'abril de 1931     | 16 de desembre de 1931                     | Diego Martínez Barrio (1)                         | PRR         |        |
| II República (1931-1939)                                               | 16 de desembre de 1931 | 31 de març de 1933                         | Santiago Casares Quiroga (1)                      | ORGA        |        |
| II República (1931-1939)                                               | 16 de desembre de 1931 | 12 de setembre de 1933                     | Indalecio Prieto Tuero (2)                        | PSOE        |        |
| II República (1931-1939)                                               | 12 de setembre de 1933 | 4 d'octubre de 1934                        | Rafael Guerra del Río (2)                         | PRR         |        |
| II República (1931-1939)                                               | 12 de setembre de 1933 | 8 d'octubre de 1933                        | Antonio Lara Zárate (1)                           | PRR         |        |
| II República (1931-1939)                                               | 8 d'octubre de 1933    | 16 de desembre de 1933                     | Emilio Palomo Aguado (1)                          | PRS         |        |
| II República (1931-1939)                                               | 16 de desembre de 1933 | 4 d'octubre de 1934                        | José María Cid Ruiz-Zorrilla (1)                  | A           |        |
| II República (1931-1939)                                               | 4 d'octubre de 1934    | 6 de maig de 1935                          | César Jalón Aragón (1)                            | PRR         |        |
| II República (1931-1939)                                               | 4 d'octubre de 1934    | 3 d'abril de 1935                          | José María Cid Ruiz-Zorrilla (2)                  | A           |        |
| II República (1931-1939)                                               | 3 d'abril de 1935      | 6 de maig de 1935                          | Rafael Guerra del Río (2)                         | PRR         |        |
| II República (1931-1939)                                               | 6 de maig de 1935      | 25 de setembre de 1935                     | Manuel Marraco Ramón (2)                          | PRR         |        |
| II República (1931-1939)                                               | 6 de maig de 1935      | 25 de setembre de 1935                     | Lluís Lúcia i Lúcia (1)                           | CEDA        |        |
| II República (1931-1939)                                               | 25 de setembre de 1935 | 14 de desembre de 1935                     | Lluís Lúcia i Lúcia (3)                           | CEDA        |        |
| II República (1931-1939)                                               | 14 de desembre de 1935 | 19 de febrer de 1936                       | Cirilo del Río Rodríguez (3)                      | PRP         |        |
| II República (1931-1939)                                               | 19 de febrer de 1936   | 13 de maig de 1936                         | Santiago Casares Quiroga (2)                      | IR          |        |
| II República (1931-1939)                                               | 19 de febrer de 1936   | 13 de maig de 1936                         | Manuel Blasco Garzón (4)                          | UR          |        |
| II República (1931-1939)                                               | 13 de maig de 1936     | 19 de juliol de 1936                       | Antonio Velao Oñate (2)                           | IR          |        |
| II República (1931-1939)                                               | 13 de maig de 1936     | 19 de juliol de 1936                       | Bernardo Giner de los Ríos García (4)             | UR          |        |
| II República (1931-1939)                                               | 19 de juliol de 1936   | 19 de juliol de 1936                       | Antonio Lara Zárate (2)                           | UR          |        |
| II República (1931-1939)                                               | 19 de juliol de 1936   | 19 de juliol de 1936                       | Joan Lluhí i Vallescà (4)                         | ERC         |        |
| II República (1931-1939)                                               | 19 de juliol de 1936   | 4 de setembre de 1936                      | Antonio Velao Oñate (2)                           | IR          |        |
| II República (1931-1939)                                               | 19 de juliol de 1936   | 17 de maig de 1937                         | Bernardo Giner de los Ríos García (4)             | UR          |        |
| II República (1931-1939)                                               | 4 de setembre de 1936  | 15 de setembre de 1936                     | Vicente Uribe Galdeano (Interí).(2)               | PCE         |        |
| II República (1931-1939)                                               | 15 de setembre de 1936 | 17 de maig de 1937                         | Juli Just Jimeno (2)                              | IR          |        |
| II República (1931-1939)                                               | 17 de maig de 1937     | 5 d'abril de 1938                          | Bernardo Giner de los Ríos García (5)             | UR          |        |
| II República (1931-1939)                                               | 5 d'abril de 1938      | 1 d'abril de 1939                          | Antonio Velao Oñate (2)                           | IR          |        |
| II República (1931-1939)                                               | 5 d'abril de 1938      | 1 d'abril de 1939                          | Bernardo Giner de los Ríos García (6)             | UR          |        |
| Franquisme (1936-1975)                                                 | 3 d'octubre de 1936    | 30 de gener de 1938                        | Mauro Serret Mirete (3)                           |             |        |
| Franquisme (1936-1975)                                                 | 30 de gener de 1938    | 18 de juliol de 1945                       | Alfonso Peña Boeuf (2)                            |             |        |
| Franquisme (1936-1975)                                                 | 18 de juliol de 1945   | 18 de juliol de 1951                       | José Mª Fernández-Ladreda y Menéndez-Valdés (2)   |             |        |
| Franquisme (1936-1975)                                                 | 18 de juliol de 1951   | 25 de febrer de 1957                       | Fernando Suárez de Tangil y Angulo (2)            |             |        |
| Franquisme (1936-1975)                                                 | 25 de febrer de 1957   | 7 de juliol de 1967                        | Jorge Vigón Suero-Díaz (2)                        |             |        |
| Franquisme (1936-1975)                                                 | 7 de juliol de 1967    | 14 d'abril de 1970                         | Federico Silva Muñoz (2)                          |             |        |
| Franquisme (1936-1975)                                                 | 14 d'abril de 1970     | 31 de gener de 1974                        | Gonzalo Fernández de la Mora y Mon (2)            |             |        |
| Franquisme (1936-1975)                                                 | 31 de gener de 1974    | 12 de desembre de 1975                     | Antonio Valdés González-Roldán (2)                |             |        |
| Regnat de Joan Carles I (1975-2014)                                    | 12 de desembre de 1975 | 5 de juliol de 1976                        | Antonio Valdés González-Roldán (2)                |             |        |
| Regnat de Joan Carles I (1975-2014)                                    | 5 de juliol de 1976    | 15 d'abril de 1977                         | Leopoldo Calvo-Sotelo (2)                         |             |        |
| Regnat de Joan Carles I (1975-2014)                                    | 15 d'abril de 1977     | 5 de juliol de 1977                        | Luis Ortiz González (2)                           |             |        |
| Regnat de Joan Carles I (1975-2014)                                    | 4 de juliol de 1977    | 6 d'abril de 1979                          | Joaquín Garrigues Walker (7)                      | UCD         |        |
| Regnat de Joan Carles I (1975-2014)                                    | 4 de juliol de 1977    | 24 de febrer de 1978                       | José Lladó Fernández-Urrutia (15)                 | UCD         |        |
| Regnat de Joan Carles I (1975-2014)                                    | 24 de febrer de 1978   | 2 de maig de 1980                          | Salvador Sánchez-Terán (15)                       | UCD         |        |
| Regnat de Joan Carles I (1975-2014)                                    | 6 d'abril de 1979      | 26 de febrer de 1981                       | Jesús Sancho Rof (7)                              | UCD         |        |
| Regnat de Joan Carles I (1975-2014)                                    | 2 de maig de 1980      | 1 de desembre de 1981                      | José Luis Álvarez y Álvarez (15)                  | UCD         |        |
| Regnat de Joan Carles I (1975-2014)                                    | 26 de febrer de 1981   | 2 de desembre de 1982                      | Luis Ortiz González (7)                           | UCD         |        |
| Regnat de Joan Carles I (1975-2014)                                    | 1 de desembre de 1981  | 2 de desembre de 1982                      | Luis Gámir Casares (16)                           | UCD         |        |
| Regnat de Joan Carles I (1975-2014)                                    | 3 de desembre de 1982  | 5 de juliol de 1985                        | Julián Campo Sainz de Rozas (7)                   | PSOE        |        |
| Regnat de Joan Carles I (1975-2014)                                    | 2 de desembre de 1982  | 5 de juliol de 1985                        | Enrique Barón Crespo (16)                         | PSOE        |        |
| Regnat de Joan Carles I (1975-2014)                                    | 5 de juliol de 1985    | 12 de març de 1991                         | Javier Sáenz de Cosculluela (7)                   | PSOE        |        |
| Regnat de Joan Carles I (1975-2014)                                    | 5 de juliol de 1985    | 11 de juliol de 1988                       | Abel Ramón Caballero Álvarez (16)                 | PSOE        |        |
| Regnat de Joan Carles I (1975-2014)                                    | 11 de juliol de 1988   | 12 de març de 1991                         | José Barrionuevo Peña (16)                        | PSOE        |        |
| Regnat de Joan Carles I (1975-2014)                                    | 12 de març de 1991     | 13 de juliol de 1993                       | Josep Borrell Fontelles (7)                       | PSOE        |        |
| Regnat de Joan Carles I (1975-2014)                                    | 14 de juliol de 1993   | 5 de maig de 1996                          | Josep Borrell Fontelles (8)                       | PSOE        |        |
| Regnat de Joan Carles I (1975-2014)                                    | 6 de maig de 1996      | 27 d'abril de 2000                         | Rafael Arias-Salgado (9)                          | PP          |        |
| Regnat de Joan Carles I (1975-2014)                                    | 28 d'abril de 2000     | 18 d'abril de 2004                         | Francisco Álvarez Cascos (9)                      | PP          |        |
| Regnat de Joan Carles I (1975-2014)                                    | 18 d'abril de 2004     | 7 d'abril de 2009                          | Magdalena Álvarez Arza (9)                        | PSOE        |        |
| Regnat de Joan Carles I (1975-2014)                                    | 7 d'abril de 2009      | 22 de desembre de 2011                     | José Blanco López (9)                             | PSOE        |        |
| Regnat de Joan Carles I (1975-2014)                                    | 22 de desembre de 2011 | en el càrrec                               | Ana Pastor Julián (9)                             | PP          |        |
| Regnat de Felip VI (2014- actualitat)                                  | 22 de desembre de 2011 | en el càrrec                               | Ana Pastor Julián (9)                             | PP          |        |